# FC Naters
O FC Naters é um clube de futebol com sede em Naters, Suíça. A equipe compete na Swiss 1. Liga.

## História
O clube foi fundado em 1958. 